# Anaphes trijohanni
Anaphes trijohanni är en stekelart som beskrevs av Riccardo Jesu 2002. Anaphes trijohanni ingår i släktet Anaphes och familjen dvärgsteklar.
Artens utbredningsområde är Italien. Inga underarter finns listade i Catalogue of Life.